# Sweet Dreams My L.A. Ex
Sweet Dreams My L.A. Ex è il primo singolo estratto da Funky Dory, l'album di debutto solista della cantante pop britannica Rachel Stevens. Il singolo, pubblicato il 15 settembre del 2003, è stato prodotto da Bloodshy & Avant e scritto da Cathy Dennis, Christian Karlsson, Pontus Winnberg e Henrik Jonback.
Il titolo del brano presenta un gioco di parole sulla sigla LAX che è il Codice aeroportuale IATA dell'Aeroporto Internazionale di Los Angeles.
Fino ad ora Sweet Dreams My L.A. Ex è il singolo della Stevens di maggiore successo in assoluto ed è l'unico suo brano ad avere avuto una buona considerazione anche in Italia.

## Tracklist
- UK CD single

1. "Sweet Dreams My L.A. Ex"
2. "Little Secret"
3. "Sweet Dreams My L.A. Ex" (BMR Peaktime Mix)

- European CD single

1. "Sweet Dreams My L.A. Ex"
2. "Little Secret"

- European enhanced CD single

1. "Sweet Dreams My L.A. Ex"
2. "Little Secret"
3. "Sweet Dreams My L.A. Ex" (Bimbo Jones Mix)
4. "Sweet Dreams MY L.A. Ex" (CD-ROM Video)

## Classifiche
| Chart (2003)              | Posizione |
| ------------------------- | --------- |
| Belgium Singles Top 50    | 25        |
| Denmark Top 20 Singles    | 2         |
| Germany Singles Top 100   | 64        |
| Eurochart Hot 100 Singles | 7         |
| Europe Top 100            | 24        |
| Ireland Singles Top 50    | 3         |
| Netherland Singles Top 20 | 79        |
| Norway Singles Top 20     | 5         |
| Sweden Singles Top 60     | 24        |
| Swiss Singles Top 100     | 63        |
| Official Singles Chart    | 2         |